# Aeroportul Regional Adirondack
Aeroportul Regional Adirondack (IATA: SLK, ICAO: KSLK, FAA LID: SLK) este un aeroport din New York, Statele Unite ale Americii ce deservește zona Saranac Lake⁠(d). Aeroportul a fost tranzitat în 2019 de 9.660 de pasageri.
Situat la o altitudine de 507 m, aeroportul dispune de 2 piste.

## Infrastructură

### Piste
Aeroportul dispune de 2 piste. Pista 05/23 are suprafața de asfalt și dimensiunile 6.573 picioare × 150 picioare. Pista 09/27 are suprafața de asfalt și dimensiunile 3.998 picioare × 100 picioare. 